# Cognitio vitae
De Cognitione verae vitae (oppure Cognitio vitae) è un trattato di teologia dogmatica composto da Onorio Augustodunense intorno al 1140, che in un primo momento venne attribuito erroneamente ad Agostino d'Ippona. 

## Contenuti
La Cognitio si presenta come una prova logica dell’esistenza di Dio, sottolineando l’importanza data alla “luce della ragione” e mette in risalto la relazione tra maestro e studente. Infatti è costruita come un dialogo tra un allievo e il suo maestro. Molte delle domande poste dal discepolo assomigliano a quelle dell’Elucidarium e anche le risposte sono analoghe; la Cognitio vitae è però un’opera di grandissima profondità speculativa. Le questioni sono affrontate con ragionamenti più complessi e lunghi, quasi come se fosse una rilettura più matura e completa del precedente Elucidarium.
Nonostante l’attribuzione ad Agostino e la ripresa della dottrina di Giovanni Scoto Eriugena all’interno del testo, il De Cognitione è basato largamente sul Monologion di Anselmo d’Aosta, maestro di Onorio.
Rispondendo alla domanda del discepolo sul perché alcuni studenti sono più lenti nell’imparare quando tutte le menti hanno la stessa natura, Onorio usa la metafora platonica della cera: essa rappresenta la materia malleabile della mente, che necessita studio, allenamento, e anche la fiamma della verità, per essere “accesa”. Poiché sicuramente gli scritti platonici non erano accessibili a Onorio, egli sembrerebbe aver ereditato questa metafora platonica dal proprio maestro Anselmo, che l’aveva usata in una delle sue lettere. 
Onorio utilizza il De cognitione verae vitae per articolare il proprio impianto pedagogico: utilizza lo spirito della filosofia investigativa, insegnatagli da Anselmo, per andare oltre la razionalità del suo maestro, spiegando che il maestro è fuori dalla mente dell’allievo, e può piantare il seme della conoscenza in loro e annaffiarlo. Quindi è la Verità che viene da dentro la mente a creare la saggezza.

## Tradizione manoscritta
Le informazioni sulla tradizione manoscritta della Clavis fanno riferimento alle informazioni disponibili su Mirabile, pertanto potrebbero rappresentare una descrizione parziale. Dei venti manoscritti che costituiscono la tradizione della Cognitio vitae, dieci provengono dall’area germanica; la maggior parte di essi è stata prodotta tra il XIV e il XV secolo, una delle copie di provenienza austriaca (Heiligenkreuz, Bibliothek des Zisterzienserstifts, 256, ff. 66r-89v) risale al periodo tra il 1134 e il 1147, costituendo il testimone più antico della tradizione: 
- Berlin, Staatsbibliothek zu Berlin - Preußischer Kulturbesitz, Magdeburg 174 V, ff. 133-167, ff. 147r-167r
- Berlin, Staatsbibliothek zu Berlin - Preußischer Kulturbesitz, theol. lat. 8° 176
- Beromünster, Stiftsbibliothek, C 57 (C 6 fol.), ff. 63ra-74rb
- Düsseldorf, Universitäts- und Landesbibliothek, Ms. B. 22
- Düsseldorf, Universitäts- und Landesbibliothek, Ms. B. 24
- Düsseldorf, Universitäts- und Landesbibliothek, Ms. B. 132 IV, ff. 154v-167v
- Düsseldorf, Universitäts- und Landesbibliothek, Ms. B. 138, ff. 343-360va
- Heiligenkreuz, Bibliothek des Zisterzienserstifts, 256, ff. 66r-89v (Austria)
- Melk, Stiftsbibliothek, 751, 1 (729) II, ff. 54r-68r (Austria)
- Paderborn, Erzbischöfliche Akademische Bibliothek (Theodoriana), Theod. Ba 10, ff. 1v-13

In Italia sono presenti ben quattro testimoni, tutti del XV secolo: 
- Milano, Archivio Storico Civico e Biblioteca Trivulziana, Triv. 324 (M 30) III, ff. 92v-107v
- Siena, Biblioteca Comunale degli Intronati, U.V.7 VI, ff. 307ra-318ra
- Siena, Biblioteca Comunale degli Intronati, U.V.7 VI (ff. 305-318), ff. 307ra-318ra
- Subiaco (Roma), Biblioteca del Monumento Nazionale del Monastero di Santa Scolastica, 305, CCXCVIII, ff. 284r-328v

Altri tre sono in Inghilterra, uno del XIII sec. (Hereford, Cathedral Library, P.I.13 III) e gli altri due del XV:
- Cambridge, Peterhouse, Mediaeval and Musical Manuscripts (in deposito presso la University Library), 179 (1.8.4), ff. 118r-122v
- Hereford, Cathedral Library, P.I.13 III, ff. 129-142, ff. 138r-139r
- Oxford, Lincoln College (in deposito presso la Bodleian Library), lat. 14, ff. 98v-206r

Anche se quest’ultimo è stato copiato in Francia Meridionale e pervenuto nella biblioteca del Lincoln College in un secondo momento. 
In Spagna si trovano due testimoni del XIII secolo: 
- Madrid, Biblioteca Nacional de España, Ms. 225, ff. 93v
- Salamanca, Universidad de Salamanca. Biblioteca General Histórica, Ms. 247, ff. 160r-167v

Infine, un testimone del XV sec. è presente anche a Praga:
- Praha, Národní Knihovna Ceské Republiky (olim Národní a Univerzitní Knihovna), V.G.19 (971), ff. 71r-76r

## Edizioni
- PL 40, (coll. 1005-32: De Cognitione verae vitae attribuito ad Agostino)